# Zwiaholscy
Zwiaholscy – ród kniaziowski (książęcy) najprawdopodobniej pochodzenia litewskiego, który wziął swoje nazwisko od miejscowości Zwiahel vel Zwiahol (obecnie Nowogród Wołyński) na Wołyniu, niedaleko Korca.
Właściwie znani są tylko czterej przedstawiciele tego nazwiska: kniaziowie Wasil i Andrzej Zwiaholscy jako synowie Semena, który razem z bratem Iwanem był synem niejakiego Borysa. Ten ostatni według Jana Tęgowskiego może być tożsamy z Borysem Koriatowiczem (synem Koriata) - księciem podolskim od 1375 r., zmarłym między 1386 r. a 1388 r.